# Cultura Qaruniana
La cultura qaruniana o cultura Faium B és una cultura epipaleolítica del període predinàstic d'Egipte. Es va desenvolupar a el Faium entre el 8100-7100 aC en diversos llocs al voltant de la zona. Els seus assentaments eren petits, possiblement estacionals i de curta durada; al llarg del procés de transició econòmica, els assentaments augmentaren en grandària i nombre. La indústria de la pedra és microlítica i està composta per ganivets i raspadors. Les puntes de fletxa que més tard s'utilitzarien en la cultura Faium A indiquen una possible relació entre ambdues cultures. La ceràmica es troba absent. La subsistència es basava en la caça (búfals, bovins, gaseles, hipopòtams, ocells, tortugues de mar), pesca (clarias, tilapia) i la recol·lecció de plantes.